# Dolina Nieumarłych
Dolina Nieumarłych (ang. Death Valley, 2011) – amerykański serial sensacyjno-komediowy wyprodukowany przez Liquid Theory, Guitar & Pen Productions i MTV Production Development.
Światowa premiera serialu miała miejsce 29 sierpnia 2011 roku na antenie MTV. Ostatni odcinek serialu został wyemitowany 21 listopada 2011 roku. W Polsce premiera serialu odbyła się 29 stycznia 2012 roku na kanale MTV Polska, 15 marca 2012 premiera odbyła w niemieckim VIVA,
W piątek 21 grudnia 2012 roku w ramach programu specjalnego VIVA Weltuntergang (VIVA Koniec Swiata) wszystkie odcinki programu emitowane były od godziny 00:30

## Obsada
- Bryan Callen jako kapitan Frank Dashell
- Charlie Sanders jako oficer Joe Stubeck
- Bryce Johnson jako oficer Billy Pierce
- Caity Lotz jako oficer Kirsten Landry
- Tania Raymonde jako oficer Carla Rinaldi
- Texas Battle jako oficer John "John-John" Johnson